# Сен-Жермен-дю-Корбеи
Сен-Жермен-дю-Корбеи (фр. Saint-Germain-du-Corbéis) — коммуна на северо-западе Франции, находится в регионе Нормандия, департамент Орн, округ Алансон, кантон Алансон-2. Пригород Алансона, расположен в 2 км от центра города, на левом берегу реки Сарта.
Население (2018) — 3 789 человек. 

## Достопримечательности
- Церковь Сен-Жермен-д′Осер XIX века
- Церковь Святого Варфоломея XVIII века
- Шато де Шовиньи

## Экономика
Структура занятости населения:
- сельское хозяйство — 2,2 %
- промышленность — 7,6 %
- строительство — 15,4 %
- торговля, транспорт и сфера услуг — 32,1 %
- государственные и муниципальные службы — 42,7 %

Уровень безработицы (2018) — 12,5 % (Франция в целом —  13,4 %, департамент Орн — 10,4 %). 

Среднегодовой доход на 1 человека, евро (2018) — 21 610 (Франция в целом — 21 730, департамент Орн — 20 140).

## Демография
Динамика численности населения, чел.

## Администрация
Пост мэра Сен-Жермен-дю-Корбеи с 2008 года занимает Жерар Люрсон (Gérard Lurçon). На муниципальных выборах 2020 года возглавляемый им левый список был единственным.
| Период | Период | Фамилия         | Партия       | Примечания                                      |
| ------ | ------ | --------------- | ------------ | ----------------------------------------------- |
| 1966   | 1989   | Ив Доссаль      |              |                                                 |
| 1989   | 2008   | Мишель Ле Кутур |              |                                                 |
| 2008   |        | Жерар Люрсон    | Разные левые | кадастровый инспектор, член Совета департамента |

## Города-побратимы
- Станфорд-ин-Вейл, Великобритания